# Laurin & Klement 300
Laurin & Klement 300 – samochód osobowy wytwarzany w latach 1917–1923 w zakładach Laurin & Klement na terenie Czechosłowacji, które w 1925 roku zostały przejęte przez firmę Škoda
Model 300 był siostrzanym projektem samochodu Laurin & Klement 350. Pojazd wyposażony był w silnik o pojemności 4713 cm³ i mocy 37 kW (50 KM). Napęd przenoszony na tylną oś pozwalał osiągnąć prędkość 80-90 km/h. 
Wyprodukowano 305 egzemplarzy tego modelu.